# Conus interstinctus
Conus interstinctus é uma espécie de gastrópode do gênero Conus, pertencente a família Conidae.